# Sidyma albifinis
Sidyma albifinis is een vlinder uit de familie van de spinneruilen (Erebidae). De wetenschappelijke naam van deze soort is voor het eerst voorgesteld door Francis Walker in een publicatie uit 1856.
De soort komt voor in India (Himachal Pradesh, Uttarakhand, Assam, Arunachal Pradesh, Sikkim) en Bhutan.